# Équipe de France de football en 2023
Maillots
Cet article traite de l'année 2023 de l'Équipe de France de football.
Elle suit l'année de la Coupe du monde 2022, qui s'était soldée par une défaite en finale face à l'Argentine.

## Résultats détaillés
| Qualification Euro 2024                            | France | 4 - 0   | Pays-Bas |                                                                                |                                                                                |
| 24 mars 2023 · 20 h 45 · Historique des rencontres | 2e Griezmann (Mbappé ) · 8e Upamecano · 21e Mbappé · 88e Mbappé | (3 - 0) | | Stade de France, Saint-Denis Spectateurs : 77 328 Arbitrage : Maurizio Mariani | Stade de France, Saint-Denis Spectateurs : 77 328 Arbitrage : Maurizio Mariani |
| 24 mars 2023 · 20 h 45 · Historique des rencontres | Maignan - T. Hernandez, Upamecano, Konaté, Koundé - Tchouaméni (Camavinga, 76e), Rabiot (K.Thuram, 89e) - Griezmann (Fofana, 76e), Mbappé , Coman (Diaby, 67e) - Kolo Muani (Giroud, 77e) | Équipes | Cillessen - Timber, Geertruida (Malacia, 87e), van Dijk , Aké - de Roon (Blind, 67e), Taylor (Weghorst, 33e) - Berghuis (Malen, 68e), Wijnaldum, Simons (Klaassen, 68e) - Depay | Stade de France, Saint-Denis Spectateurs : 77 328 Arbitrage : Maurizio Mariani | Stade de France, Saint-Denis Spectateurs : 77 328 Arbitrage : Maurizio Mariani |

| Qualification Euro 2024                            | République d'Irlande | 0 - 1   | France |                                                                          |                                                                          |
| 27 mars 2023 · 20 h 45 · Historique des rencontres | | (0 - 0) | 50e Pavard | Aviva Stadium, Dublin Spectateurs : 50 219 Arbitrage : Artur Soares Dias | Aviva Stadium, Dublin Spectateurs : 50 219 Arbitrage : Artur Soares Dias |
| 27 mars 2023 · 20 h 45 · Historique des rencontres | Bazunu - Coleman , Collins, Egan, O'Shea (Browne, 77e), Doherty (McClean, 77e) - Ogbene, Molumby (Obafemi, 86e), Cullen, Knight (Johnston, 77e) - Ferguson (Idah, 65e) | Équipes | Maignan - T. Hernandez, Upamecano, Konaté, Pavard (Koundé, 81e) - Camavinga, Rabiot (Tchouaméni, 81e) - Griezmann, Mbappé , Kolo Muani (M.Thuram, 90e) - Giroud (Diaby, 65e) | Aviva Stadium, Dublin Spectateurs : 50 219 Arbitrage : Artur Soares Dias | Aviva Stadium, Dublin Spectateurs : 50 219 Arbitrage : Artur Soares Dias |

| Qualification Euro 2024                            | Gibraltar | 0 - 3   | France |                                                                                           |                                                                                           |
| 16 juin 2023 · 20 h 45 · Historique des rencontres | | (0 - 2) | 3e Giroud (Coman ) · 45+3e (pen.) Mbappé · 78e (csc) Mouelhi | Estádio do Algarve, São João da Venda Spectateurs : 3 500 Arbitrage : Yevhenii Aranovskiy | Estádio do Algarve, São João da Venda Spectateurs : 3 500 Arbitrage : Yevhenii Aranovskiy |
| 16 juin 2023 · 20 h 45 · Historique des rencontres | Coleing - Sergeant, R.Chipolina , Lopes, Olivero, Britto - Casciaro (De Barr, 60e), Pozo (J.Chipolina, 84e), Hartman (Annesley, 60e), Ronan (Wiseman, 72e) - El Hmidi (Mouelhi, 60e) | Équipes | Samba - T. Hernandez, Konaté (Disasi, 84e), W.Fofana, Pavard - Camavinga (Y.Fofana, 79e), Tchouaméni - Griezmann (Nkunku, 66e), Mbappé , Coman (Dembélé, 66e) - Giroud (Kolo Muani, 66e) | Estádio do Algarve, São João da Venda Spectateurs : 3 500 Arbitrage : Yevhenii Aranovskiy | Estádio do Algarve, São João da Venda Spectateurs : 3 500 Arbitrage : Yevhenii Aranovskiy |

| Qualification Euro 2024                            | France | 1 - 0   | Grèce |                                                                                   |                                                                                   |
| 19 juin 2023 · 20 h 45 · Historique des rencontres | 55e (pen.) Mbappé | (0 - 0) | | Stade de France, Saint-Denis Spectateurs : 81 500 Arbitrage : Antonio Mateu Lahoz | Stade de France, Saint-Denis Spectateurs : 81 500 Arbitrage : Antonio Mateu Lahoz |
| 19 juin 2023 · 20 h 45 · Historique des rencontres | Maignan - T. Hernandez, Upamecano, Konaté, Koundé - Camavinga, Tchouaméni, Griezmann (Nkunku, 86e) - Mbappé , Coman (Dembélé, 77e) - Kolo Muani (Giroud, 86e) | Équipes | Vlachodímos - Baldock, Mavropános, Chatzidiákos, Tsimíkas - Siópis (Foúntas, 66e), Kourbélis (Bouchalákis, 86e) - Masoúras (Koulierákis, 71e), Bakasétas (Rétsos, 71e), Mántalos - Giakoumákis (Pavlídis, 66e) | Stade de France, Saint-Denis Spectateurs : 81 500 Arbitrage : Antonio Mateu Lahoz | Stade de France, Saint-Denis Spectateurs : 81 500 Arbitrage : Antonio Mateu Lahoz |

| Qualification Euro 2024                                | France | 2 - 0   | République d'Irlande |                                                                       |                                                                       |
| 7 septembre 2023 · 20 h 45 · Historique des rencontres | 19e Tchouaméni (Mbappé ) · 48e Thuram | (1 - 0) | | Parc des Princes, Paris Spectateurs : 43 595 Arbitrage : Urs Schnyder | Parc des Princes, Paris Spectateurs : 43 595 Arbitrage : Urs Schnyder |
| 7 septembre 2023 · 20 h 45 · Historique des rencontres | Maignan - Koundé (Pavard, 89e), Upamecano, L.Hernandez (Saliba, 73e), T. Hernandez - Tchouaméni, Rabiot - Dembélé (Coman, 73e), Griezmann (Camavinga, 89e), Mbappé - Giroud (Thuram, 26e) | Équipes | Bazunu - Collins, Duffy, Egan - Browne, Molumby (O'Shea, 68e), Cullen, Stevens (McClean, 46e) - Ebosele (O'Shea, 84e), Knight, Idah (Keane, 68e puis Connolly, 78e) | Parc des Princes, Paris Spectateurs : 43 595 Arbitrage : Urs Schnyder | Parc des Princes, Paris Spectateurs : 43 595 Arbitrage : Urs Schnyder |

| Match amical                                            | Allemagne | 2 - 1   | France |                                                                             |                                                                             |
| 12 septembre 2023 · 21 h 00 · Historique des rencontres | 4e Müller · 87e Sané (Havertz ) | (1 - 0) | 89e (pen.) Griezmann | Signal Iduna Park, Dortmund Spectateurs : 60 486 Arbitrage : Anthony Taylor | Signal Iduna Park, Dortmund Spectateurs : 60 486 Arbitrage : Anthony Taylor |
| 12 septembre 2023 · 21 h 00 · Historique des rencontres | ter Stegen - Tah, Süle, Rüdiger, Henrichs (Gosens, 78e) - Gündoğan (Groß, 25e), Can - Sané, Wirtz (Hofmann, 78e), Gnabry (Brandt, 64e) - Müller (Havertz, 64e) | Équipes | Maignan - Pavard (Koundé, 65e), Todibo, Saliba, T. Hernandez - Coman (Dembélé, 64e), Tchouaméni, Camavinga, Rabiot (Y.Fofana, 78e) - Griezmann , Kolo Muani (Thuram, 64e) | Signal Iduna Park, Dortmund Spectateurs : 60 486 Arbitrage : Anthony Taylor | Signal Iduna Park, Dortmund Spectateurs : 60 486 Arbitrage : Anthony Taylor |

| Qualification Euro 2024                               | Pays-Bas | 1 - 2   | France |                                                                             |                                                                             |
| 13 octobre 2023 · 20 h 45 · Historique des rencontres | 83e Hartman (Bergwijn ) | (0 - 1) | 7e Mbappé (Clauss ) · 53e Mbappé | Johan Cruyff Arena, Amsterdam Spectateurs : 55 865 Arbitrage : Felix Zwayer | Johan Cruyff Arena, Amsterdam Spectateurs : 55 865 Arbitrage : Felix Zwayer |
| 13 octobre 2023 · 20 h 45 · Historique des rencontres | Verbruggen - Geertruida, van Dijk , Aké, Hartman - de Roon (Wieffer, 46e), Veerman - Dumfries (Frimpong, 62e), Reijnders, Simons (Bergwijn, 80e) - Weghorst (Malen, 38e) | Équipes | Maignan - Clauss (Gusto, 80e), Konaté, L.Hernandez, T. Hernandez - Griezmann (Fofana, 87e), Tchouaméni, Rabiot - Coman (Giroud, 71e), Mbappé , Kolo Muani (Thuram, 80e) | Johan Cruyff Arena, Amsterdam Spectateurs : 55 865 Arbitrage : Felix Zwayer | Johan Cruyff Arena, Amsterdam Spectateurs : 55 865 Arbitrage : Felix Zwayer |

| Match amical                                          | France | 4 - 1   | Écosse |                                                                                              |                                                                                              |
| 17 octobre 2023 · 20 h 45 · Historique des rencontres | 16e Pavard (Griezmann ) · 25e Pavard (Mbappé ) · 40e (pen.) Mbappé · 70e Coman | (3 - 1) | 11e Gilmour | Decathlon Arena - Stade Pierre Mauroy, Lille Spectateurs : 44 000 Arbitrage : Daniel Siebert | Decathlon Arena - Stade Pierre Mauroy, Lille Spectateurs : 44 000 Arbitrage : Daniel Siebert |
| 17 octobre 2023 · 20 h 45 · Historique des rencontres | Maignan - Clauss, Pavard, Konaté (Lukeba, 87e), T. Hernandez - Griezmann (Fofana, 77e), Tchouaméni (Kamara, 77e), Camavinga - Dembélé (Coman, 64e), Mbappé (Kolo Muani, 87e), Giroud (Thuram, 64e) | Équipes | Kelly (Clark, 46e) - Patterson (McGinn, 89e), Hendry, Cooper (Souttar, 65e), McKenna, Taylor - McTominay , Gilmour (Armstrong, 77e) - Ferguson, McLean (Christie, 77e), Adams (Brown, 65e) | Decathlon Arena - Stade Pierre Mauroy, Lille Spectateurs : 44 000 Arbitrage : Daniel Siebert | Decathlon Arena - Stade Pierre Mauroy, Lille Spectateurs : 44 000 Arbitrage : Daniel Siebert |

| Qualification Euro 2024                                | France | 14 - 0  | Gibraltar |                                                                    |                                                                    |
| 18 novembre 2023 · 20 h 45 · Historique des rencontres | 3e (csc) Santos · 4e Thuram · 16e Zaïre-Emery (Coman ) · 30e (pen.) Mbappé · 34e Clauss · 36e Coman · 37e Fofana · 63e Rabiot · 65e Coman · 73e Dembélé · 74e Mbappé (T. Hernandez ) · 82e Mbappé (Fofana ) · 89e Giroud (Griezmann ) · 90+1e Giroud | (7 - 0) | | Allianz Riviera, Nice Spectateurs : 32 758 Arbitrage : John Brooks | Allianz Riviera, Nice Spectateurs : 32 758 Arbitrage : John Brooks |
| 18 novembre 2023 · 20 h 45 · Historique des rencontres | Maignan - Clauss, Todibo, Upamecano (Saliba, 81e), Hernandez - Zaïre-Emery (Fofana, 20e), Rabiot (Kamara, 66e), Coman (Dembélé, 66e) - Griezmann, Mbappé , Thuram (Giroud, 67e)                                                                      | Équipes | Coleing - J.Chipolina (Olivero, 61e), Mouelhi, Santos, R.Chipolina , Sergeant - Casciaro, De Haro - Pozo, Walker (Jolley, 61e), De Barr (Coombes, 81e) | Allianz Riviera, Nice Spectateurs : 32 758 Arbitrage : John Brooks | Allianz Riviera, Nice Spectateurs : 32 758 Arbitrage : John Brooks |

| Qualification Euro 2024                                | Grèce | 2 - 2   | France |                                                                            |                                                                            |
| 21 novembre 2023 · 20 h 45 · Historique des rencontres | 56e Bakasetas · 61e Ioannidis (Giannoulis ) | (0 - 1) | 42e Kolo Muani · 74e Fofana (Mbappé ) | OPAP Arena, Néa Filadélfia Spectateurs : 26 000 Arbitrage : Daniel Siebert | OPAP Arena, Néa Filadélfia Spectateurs : 26 000 Arbitrage : Daniel Siebert |
| 21 novembre 2023 · 20 h 45 · Historique des rencontres | Vlachodimos - Retsos, Mavropanos, Chatzidiakos - Rota (Sáliakas, 85e), Bakasetas (Konstantelias, 86e), Bouchalakis, Galanopoulos (Alexandropoulos, 67e), Giannoulis - Masouras (Pavlidis, 77e), Ioannidis (Zeca, 77e) | Équipes | Samba - Koundé (Clauss, 64e), Saliba, L.Hernandez (Disasi, 85e), T.Hernandez - Rabiot, Fofana - Dembélé (Coman, 65e), Griezmann , Kolo Muani (Mbappé, 64e) - Giroud (Thuram, 70e) | OPAP Arena, Néa Filadélfia Spectateurs : 26 000 Arbitrage : Daniel Siebert | OPAP Arena, Néa Filadélfia Spectateurs : 26 000 Arbitrage : Daniel Siebert |

## Statistiques

### Temps de jeu des joueurs
| Joueurs             |                 |                 |                 |                 |                 |                 |                   |                 |                  |                 | Total           |
| Gardiens de but     | Gardiens de but | Gardiens de but | Gardiens de but | Gardiens de but | Gardiens de but | Gardiens de but | Gardiens de but   | Gardiens de but | Gardiens de but  | Gardiens de but | Gardiens de but |
| ------------------- | --------------- | --------------- | --------------- | --------------- | --------------- | --------------- | ----------------- | --------------- | ---------------- | --------------- | --------------- |
| Mike Maignan        | 90              | 90              | r               | 90              | 90              | 90              | 90                | 90              | 90               | r               | 720             |
| Alphonse Areola     | r               | r               | r               | r               | r               | r               | r                 | r               | r                | r               | 0               |
| Brice Samba         | r               | r               | 90              | r               | r               | r               | r                 | r               | r                | 90              | 180             |
| Défenseurs          |                 |                 |                 |                 |                 |                 |                   |                 |                  |                 |                 |
| Lucas Hernandez     |                 |                 |                 |                 | 73e             | r               | 90                | r               | r                | 85e             | 248             |
| Théo Hernandez      | 90 · 90e        | 90              | 90              | 90              | 90 · 21e        | 90              | 90                | 90              | 90               | 90              | 720             |
| Jules Koundé        | 90              | 81e             | r               | 90              | 89e             | 65e             |                   |                 | r                | 64e             | 277             |
| Dayot Upamecano     | 90 · 8e · 90e   | 90              | r               | 90              | 90              | r               |                   |                 | 81e              | r               | 441             |
| Ibrahima Konaté     | 90 · 71e        | 90              | 84e             | 90              |                 |                 | 90                | 87e             |                  |                 | 531             |
| Jean-Clair Todibo   | r               | r               |                 |                 | r               | 90              | r                 | r               | 90               |                 | 180             |
| Benjamin Pavard     | r               | 81e · 50e · 22e | 90              | r               | 89e             | 65e             | r                 | 90 · 16e · 25e  |                  |                 | 327             |
| Axel Disasi         | r               | r               | 84e             | r               | r               | r               |                   |                 | r                | 85e             | 11              |
| Eduardo Camavinga   | 76e             | 90              | 79e             | 90              | 89e             | 90              | r                 | 90              |                  |                 | 454             |
| Wesley Fofana       |                 |                 | 90              | r               |                 |                 |                   |                 |                  |                 | 90              |
| William Saliba      |                 |                 |                 |                 | 73e             | 90              |                   |                 | 81e              | 90              | 206             |
| Jonathan Clauss     |                 |                 |                 |                 |                 |                 | 80e               | 90              | 90 · 34e         | 64e             | 286             |
| Malo Gusto          |                 |                 |                 |                 |                 |                 | 80e               | r               |                  |                 | 10              |
| Castello Lukeba     |                 |                 |                 |                 |                 |                 | r                 | 87e             |                  |                 | 3               |
| Milieux de terrain  |                 |                 |                 |                 |                 |                 |                   |                 |                  |                 |                 |
| Aurélien Tchouameni | 76e             | 81e             | 90              | 90              | 90 · 19e        | 90              | 90 · 90e          | 77e             |                  |                 | 612             |
| Adrien Rabiot       | 89e · 44e       | 81e             |                 |                 | 90              | 78e             | 90                | r               | 66e · 63e        | 90              | 584             |
| Youssouf Fofana     | 76e             | r               | 79e             | r               | r               | 78e             | 87e               | 77e             | 20e · 37e        | 90 · 37e · 55e  | 213             |
| Jordan Veretout     | r               | r               | r               | r               |                 |                 |                   |                 |                  |                 | 0               |
| Khéphren Thuram     | 89e             | r               |                 |                 |                 |                 |                   |                 | r                | r               | 1               |
| Boubacar Kamara     |                 |                 | r               | r               | r               | r               | r                 | 77e             | 66e              | r               | 37              |
| Warren Zaïre-Emery  |                 |                 |                 |                 |                 |                 |                   |                 | 20e · 16e        |                 | 20              |
| Attaquants          |                 |                 |                 |                 |                 |                 |                   |                 |                  |                 |                 |
| Kylian Mbappé       | 90 · 21e 88e    | 90              | 90 · 45+3e      | 90 · 55e        | 90              | r               | 90 · 7e 53e · 90e | 87e · 40e       | 90 · 30e 74e 82e | 64e             | 743             |
| Antoine Griezmann   | 76e · 2e        | 90              | 66e             | 86e             | 89e · 87e       | 90 · 89e        | 87e               | 77e             | 90               | 90 · 90e        | 841             |
| Olivier Giroud      | 77e             | 65e             | 66e · 3e        | 86e             | 26e             |                 | 71e               | 64e             | 67e · 89e 90+1e  | 70e             | 350             |
| Kingsley Coman      | 67e             | r               | 66e             | 77e             | 73e             | 64e             | 71e               | 64e · 70e       | 66e · 36e 65e    | 65e             | 480             |
| Ousmane Dembélé     |                 |                 | 66e             | 77e             | 73e             | 64e             | r                 | 64e             | 66e · 73e        | 65e · 34e       | 289             |
| Marcus Thuram       | r               | 90e             | r               | r               | 26e · 48e       | 64e             | 80e               | 64e             | 67e · 4e         | 70e             | 214             |
| Moussa Diaby        | 67e             | 65e             |                 |                 |                 |                 |                   |                 |                  |                 | 48              |
| Randal Kolo Muani   | 77e             | 90e             | 66e             | 86e             | r               | 64e             | 80e               | 87e             | r                | 64e · 42e       | 488             |
| Christopher Nkunku  |                 |                 | 66e             | 86e             |                 |                 |                   |                 |                  |                 | 28              |

Un « r » indique un joueur qui était dans les remplaçants mais qui n'est pas entré en jeu.

## Aspects socio-économiques

### Audiences télévisuelles
| Jour de diffusion | Match              | Compétition              | Diffuseur | Téléspectateurs | Part d'audience | Référence |
| ----------------- | ------------------ | ------------------------ | --------- | --------------- | --------------- | --------- |
| 24 mars 2023      | France – Pays-Bas  | Qualifications Euro 2024 | TF1       | 7 652 000       | 32,5 %          | [ 4 ]     |
| 27 mars 2023      | Irlande – France   | Qualifications Euro 2024 | TF1       | 8 068 000       | 34,5 %          | [ 5 ]     |
| 16 juin 2023      | Gibraltar – France | Qualifications Euro 2024 | TF1       | 4 951 000       | 27,6 %          | [ 6 ]     |
| 19 juin 2023      | France – Grèce     | Qualifications Euro 2024 | TF1       | 6 878 000       | 32,6 %          | [ 7 ]     |
| 7 septembre 2023  | France – Irlande   | Qualifications Euro 2024 | TF1       | 6 766 000       | 34 %            | [ 8 ]     |
| 12 septembre 2023 | Allemagne – France | Amical                   | TF1       | 5 682 000       | 29 %            | [ 9 ]     |
| 13 octobre 2023   | Pays-Bas – France  | Qualifications Euro 2024 | TF1       | 6 542 000       | 32 %            | [ 10 ]    |
| 17 octobre 2023   | France – Écosse    | Amical                   | TF1       | 6 091 000       | 30,6 %          | [ 11 ]    |
| 18 novembre 2023  | France – Gibraltar | Qualifications Euro 2024 | TF1       | 5 693 000       | 28,5 %          | [ 12 ]    |
| 21 novembre 2023  | Grèce – France     | Qualifications Euro 2024 | TF1       | 5 780 000       | 27,3 %          | [ 13 ]    |